# Saint-Paul-la-Coste
Saint-Paul-la-Coste é uma comuna francesa na região administrativa de Occitânia, no departamento de Gard. Estende-se por uma área de 18,95 km². Em 2010 a comuna tinha 293 habitantes (densidade: 15,5 hab./km²).